# Stop! Luke! Listen!
Stop! Luke! Listen! (em português:  Pare! Olhe! Escute!) é um curta-metragem norte-americano de 1917, do gênero comédia, estrelado por Harold Lloyd.

## Elenco
- Harold Lloyd como Lonesome Luke
- Bebe Daniels
- Snub Pollard
- Bud Jamison
- Sammy Brooks
- W.L. Adams
- David Voorhees

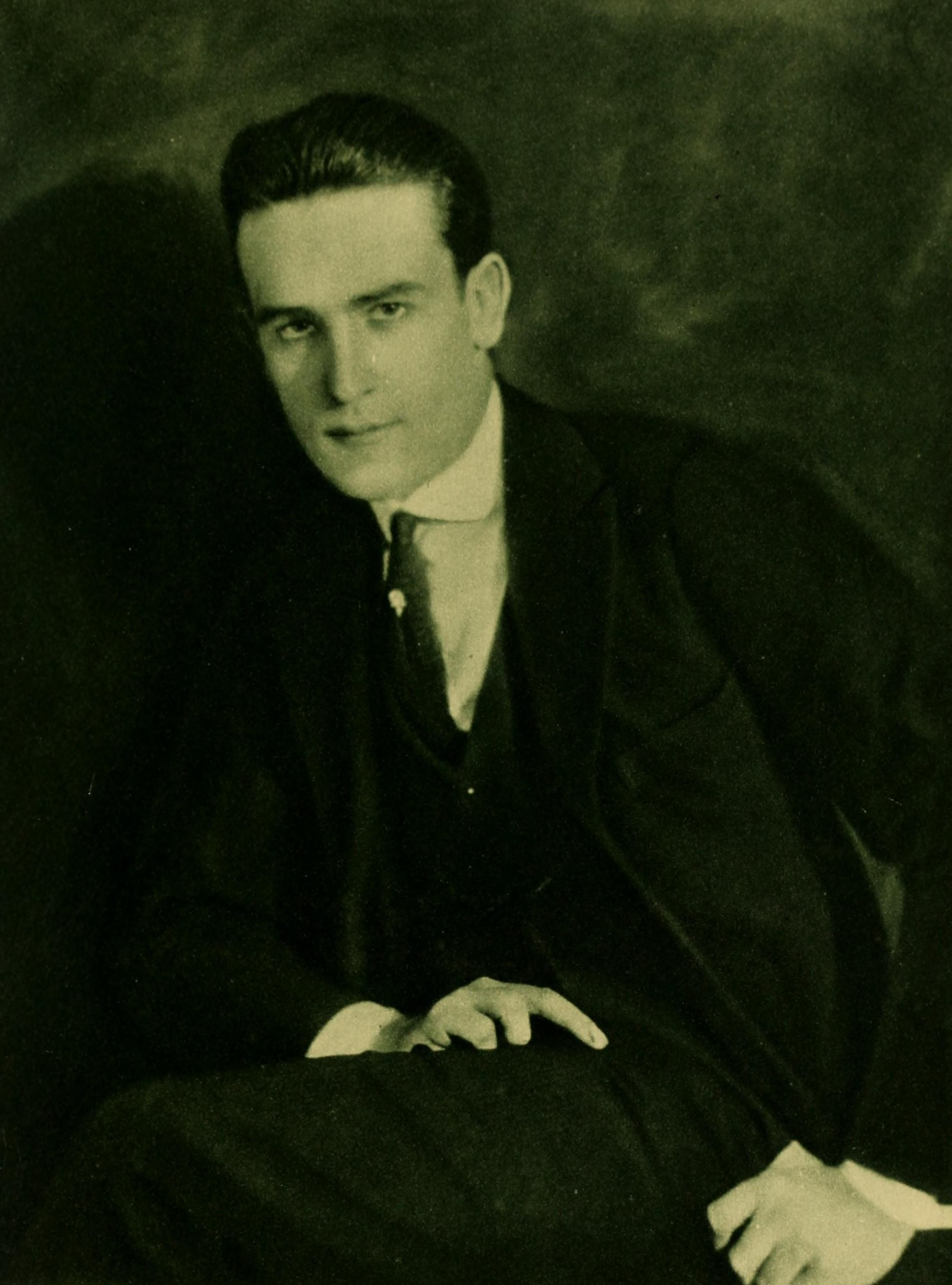
Harold Lloyd

- Charles Stevenson (como Charles E. Stevenson)
- Arthur Harrison
- Gilbert Pratt
- Max Hamburger
- Gus Leonard
- Clara Dray
- Elmer Ballard
- May Ballard
- Loretta Morelaw
- Billy Fay
- Sandy Roth
- Margaret Joslin (como Margaret Joslin Todd)
- Marie Mosquini
- Art Bass